# مايك كينان
مايك كينان هو لاعب هوكي الجليد كندي، ولد في 21 أكتوبر 1949 في Bowmanville ‏ في كندا.

## وصلات خارجية
- مايك كينان على موقع EliteProspects.com (الإنجليزية)
- مايك كينان على موقع Eurohockey.com (الإنجليزية)
- مايك كينان على موقع HockeyDB.com (الإنجليزية)
- مايك كينان على موقع إن إن دي بي (الإنجليزية)